# Viande froide
La viande froide est, dans le domaine du journalisme, un ensemble de nécrologies ou rubriques nécrologiques, préparées avant la mort des personnes concernées, et qui permet au média qui en dispose de publier rapidement lorsqu'un décès est confirmé. On dit aussi les viandes froides.
Le frigo est un terme argotique qui désigne les reportages « gardés au frais » et en réserve en attendant leur diffusion à la radio ou à la télévision. En presse écrite, on emploie le terme de marbre. Dans les quotidiens et les médias, les journalistes tiennent prêtes en permanence les nécrologies qui sont remises à jour régulièrement ; les rédacteurs parlent alors de « rafraîchir la viande froide ».

## Exemples
- Quelques heures après la mort de Johnny Hallyday, TF1 diffuse un numéro spécial de son émission 50 minutes inside présenté par Sandrine Quétier et Nikos Aliagas qui adoptent le ton approprié et parlent du chanteur au passé, alors que l'émission a été enregistrée plusieurs semaines avant la disparition du chanteur[3].